# 黯翅散紋夜蛾
黯翅散紋夜蛾（学名：Callopistria nigrescens）为夜蛾科散紋夜蛾屬下的一个种。